# Иннях (село)
Иння́х (якут. Иинээххэ) — село в Олёкминском районе Республики Саха (Якутия) России. Входит в состав Дельгейского наслега.

## География
Село находится в юго-западной части Якутии, на левом берегу реки Лена, вблизи места впадения в неё реки Ылгынах, на расстоянии примерно 139 км от города Олёкминск, административного центра района. Абсолютная высота — 147 м над уровнем моря.
Климат
Климат характеризуется как резко континентальный. Средняя температура воздуха самого тёплого месяца (июля) составляет 18 °C; самого холодного (января) — −30 − −35 °C. Среднегодовое количество атмосферных осадков составляет 200—300 мм.

## История
Согласно Закону Республики Саха (Якутия) от 30 ноября 2004 года N 173-З N 353-III село вошло в образованное муниципальное образование Дельгейский наслег.

## Население
| 2002 | 2010 | 2021 |
| ---- | ---- | ---- |
| 118  | ↘103 | ↘65  |

Гендерный состав
По данным Всероссийской переписи населения 2010 года, в гендерной структуре населения мужчины составляли 51,5 %, женщины — 48,5 % в общей численности в 103 чел. (53 и 50 чел. соответственно).
Национальный состав
Согласно результатам переписи 2002 года, в национальной структуре населения русские составляли 43 %, якуты — 54 % из 118 чел.

## Транспорт
Через село проходит автозимник Олёкминск — Южная Нюя.

## Известные уроженцы
- Кузьмин, Валерий Ильич (1918—1983) — советский лётчик. Заслуженный пилот СССР. Герой Социалистического Труда.